# Clermont-d’Excideuil
Clermont-d’Excideuil – miejscowość i gmina we Francji, w regionie Nowa Akwitania, w departamencie Dordogne.
Według danych na rok 1990 gminę zamieszkiwało 255 osób, a gęstość zaludnienia wynosiła 26 osób/km² (wśród 2290 gmin Akwitanii Clermont-d’Excideuil plasuje się na 924. miejscu pod względem liczby ludności, natomiast pod względem powierzchni na miejscu 1073.).